# Germán Gamonal
José Germán Gamonal Rosales (Santiago de Chile, 22 de octubre de 1932-20 de abril de 2021) fue un periodista y escritor chileno.

## Biografía
Hijo de Germán Gamonal y Julia Rosales.
Tuvo una destacada carrera radial por sus comentarios y crónicas políticas. Trabajó en Radio Minería, El Conquistador, Radio Chilena —en la cual fue director— y en Radio Portales donde realizó el programa La crónica política hasta su retiro de las comunicaciones en 2015.
Germán Gamonal falleció 20 de abril de 2021. Sus funerales se realizaron en el Cementerio Católico.

## Homenajes
El 22 de abril de 2021, el Senado de Chile realizó un minuto de silencio en su homenaje.

## Reconocimientos
- 1991: Premio Alejandro Silva de la Fuente, entregado por la Academia Chilena de la Lengua, por el buen uso del idioma.[6]

## Obras
- Jorge Alessandri, el hombre, el político (1987).
- Historia de las elecciones en Chile, 1920-2005 (2005).